# Línea SE732 (EMT Madrid)
El Servicio Especial (S.E.) codificado como SE732 de la EMT de Madrid unió la Caja Mágica con Legazpi, las noches del 20 al 21, y del 21 al 22 de junio de 2025, con motivo del Festival Kalorama Madrid.

## Historia
La primera vez que se usó la numeración «732» para un servicio especial fue en 2015, y posteriormente entre el 11 y el 26 de agosto de 2018, con motivo de varios cierres parciales de la línea 9 de Metro. El primer recorrido que tuvo unía Mirasierra y Plaza de Castilla, mientras que el segundo unía Sainz de Baranda y Puerta de Arganda.

## Características
Esta línea unió sin paradas intermedias la Caja Mágica con Legazpi, las noches del 20 al 21, y del 21 al 22 de junio de 2025, para facilitar los desplazamientos de vuelta desde el Festival Kalorama Madrid.

## Horarios
| Noches que se presta el servicio |                   |    |
| Caja Mágica > Legazpi            |                   |    |
| 01                               | 02                | 03 |
| 30 40 50                         | 00 10 20 30 40 50 | 00 |

## Paradas
| Código | Parada                       | Conexión con Metro | Otros |
| ------ | ---------------------------- | ------------------ | ----- |
| 3740   | Parque Lineal del Manzanares |                    |       |
| 2916   | Legazpi                      | Legazpi            |       |